# Кобі Моял
Кобі Моял (івр. קובי מויאל; нар. 12 червня 1987, Маале-Адумім) — ізраїльський футболіст, півзахисник клубу «Бейтар» (Єрусалим). 
Найближчим часом, може з'явитися в одеському «Чорноморці», про що нині ведуться переговори.